# Amalgama (odontología)

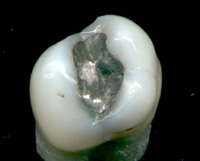
Amalgama dental

La amalgama es un material de restauración utilizado en odontología, con frecuencia se utiliza para restaurar dientes afectados por caries y resulta de la aleación del mercurio con otros metales, como cobre, zinc, plata, estaño u oro y otras clases de metales.
En odontología, se habla más concretamente de "amalgama de plata", para referirse a la aleación utilizada para obturar las cavidades que aparecen como consecuencia de las caries y así restablecer la función masticatoria y devolver estabilidad mediante la reposición con este material de los tejidos perdidos. La amalgama se colocará en alguna de las cavidades de Black según el tipo de lesión que haya que obturar. Estas son siempre retentivas ya que la amalgama no se adhiere al tejido dentario.
Las principales ventajas de la amalgama dental respecto a los empastes de composite son su larga durabilidad y su bajo costo. Sus desventajas son el color plateado, poco estético para los pacientes y la cantidad de tejido dentario que hay que extraer para su uso. También producen un aumento en la exposición a mercurio tanto en quienes las portan como en los odontólogos y sus asistentes. Como consecuencia de la cremación de cadáveres, las amalgamas dentales son causa de una parte importante de las emisiones de mercurio a la atmósfera, y producen residuos contaminantes en el aire, la basura y los desagües de las consultas de odontología. Los residuos inducen envenenamiento por mercurio debido a su bioacumulación.
Su uso está prohibido desde 2008 en Suecia, Noruega y Dinamarca y está restringido en otros países para algunos grupos de población. Se estudia su prohibición en toda la Unión Europea debido al impacto que tienen sobre el medio ambiente.

## Preparación

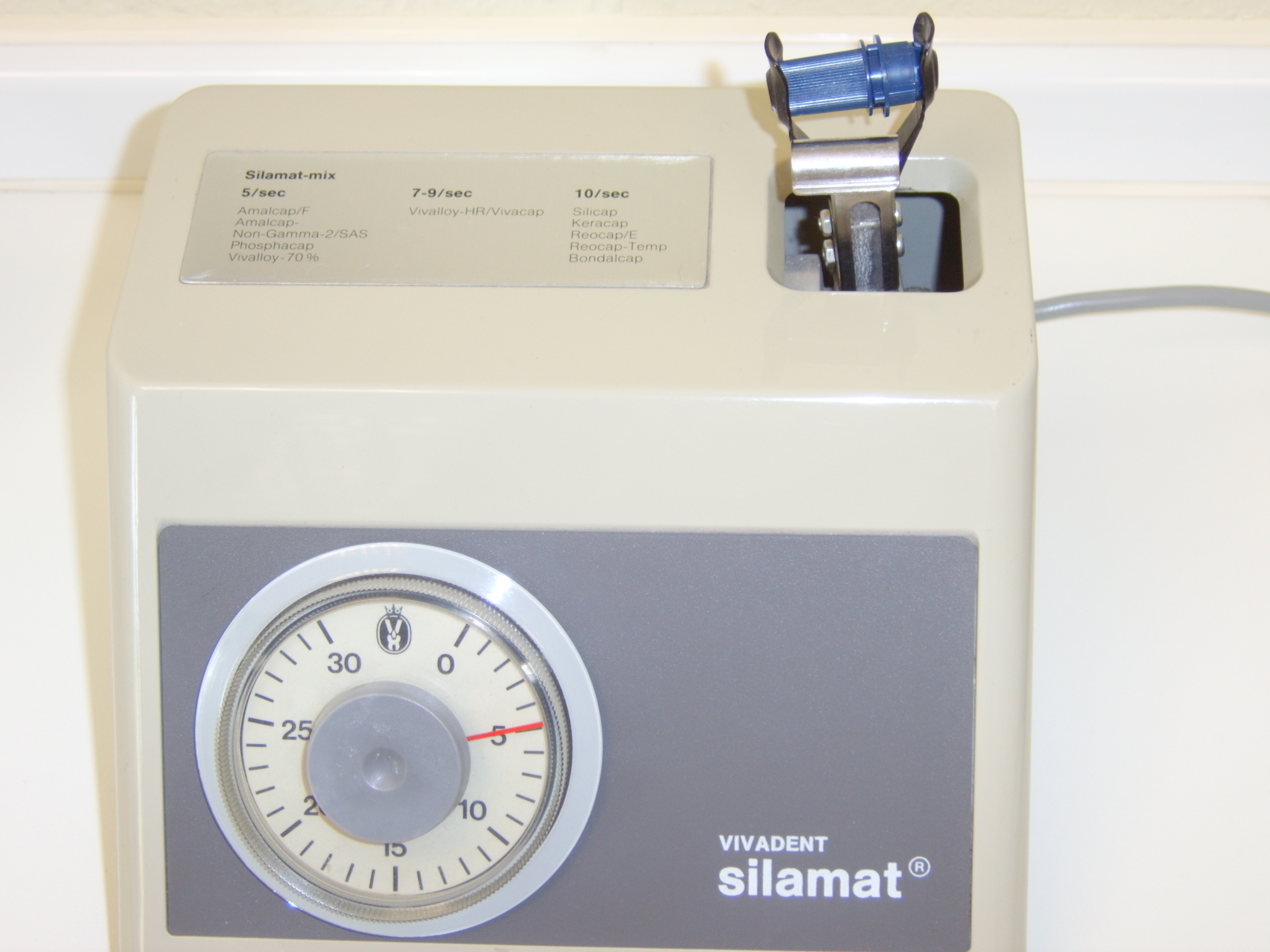
Amalgamador

Las amalgamas dentales se comercializan en distintas formas. En un formato típico, una amalgama dental se encuentra en una cápsula predosificada que contiene 400 mg de polvo de aleación y 350-420 mg de mercurio metálico. Ambos materiales se encuentran separados en el interior de la cápsula. Cuando esta se presiona entran en contacto, y mediante una máquina llamada amalgamador, que produce una vibración rápida y uniforme, se mezclan. A este proceso se le conoce como amalgamación. El proceso de amalgamación da lugar a la amalgama, un material dúctil que puede ser moldeado en el interior de las cavidades de Black de modo que tome la forma adecuada para su retención.
También es posible realizar esta mezcla de manera manual, como se empezó haciendo en sus orígenes. Siguiendo este procedimiento las cantidades de aleación y de mercurio se toman de manera aproximada y se mezclan manualmente en una cubeta. Esta forma de preparación hace que muy a menudo no se cumplan las especificaciones del fabricante, y que el personal odontológico sufra una mayor exposición a los vapores de mercurio, que a lo largo de años puede ser perjudicial.

## Tipos de amalgamas

### Amalgama de cobre
Este tipo de amalgamas no se encuentran reguladas en ningún estándar ISO y no deben confundirse con las amalgamas no gamma II. Están en desuso debido a su alta inestabilidad respecto a otras amalgamas. Su composición era:
```
   Mercurio: 70% 
   Cobre: 30%
   
Cadmio
 (en ocasiones): < 1,5% (Neo-Silbrin, Cupromuc)
```

### Amalgama convencional (baja en cobre)
Las amalgamas convencionales fueron propuestas en 1896 por a G.V. Black. En 1978 la composición de la aleación fue estandarizada en la norma ISO 1559, siendo su composición :
```
   Plata: < 64%.
   Estaño: < 29%.
   Cobre: < 6%.
   Mercurio: < 3%. (Previo a la amalgamación)
   Zinc: < 2%. 
```

Tras la amalgamación, el porcentaje de mercurio por peso es de un 50% aproximadamente.

### Amalgama no gamma II (alta en cobre)
En 1963 los profesores Innes y Youdelis de la universidad de Windsor dieron una nueva fórmula para la aleación de amalgamas dentales. En 1986 se ajustó la norma ISO para incluir esta formulación, dando lugar al ISO 1559 2ª ed, siendo su composición:
```
   Plata: > 40%.
   Estaño: < 32%.
   Cobre: < 30%.
   Mercurio: < 3%. (Previo a la amalgamación)
   Zinc: < 2%. 
```

Tras la amalgamación, el porcentaje de mercurio por peso es de un 50% aproximadamente.

## Posibles riesgos

### Aumento en la exposición al mercurio
En 1991 la Organización Mundial de la Salud determinó que las amalgamas dentales son una fuente significativa de exposición a mercurio para la población general. Una amalgama dental suele contener entre 120 y 570 mg de este elemento. Este mercurio se libera muy lentamente en la cavidad oral en forma de vapores de mercurio y de iones en la saliva. Las medidas intraorales muestran que en circunstancias normales una persona con amalgamas dentales se expone a través de ellas a una dosis de entre 2.4 y 17 µg/día. El mercurio en la orina muestra dosis similares, de entre 4 y 20 µg/día. Sin embargo, se han registrado casos en los que la dosis procedente de amalgamas era de 100 µg/día. Durante su puesta y extracción se producen las dosis más elevadas, por lo que para estas operaciones se ha propuesto el uso de un suministro de aire limpio por vía nasal, dique de goma y succionador de aire para evitar la exposición del paciente, así como máscaras con filtro de mercurio para el odontólogo y su asistente. Algunas personas con síntomas variados y de tipo mental en mayor medida atribuibles a un envenenamiento por mercurio, experimentan mejoría tras las extracción de sus empastes de amalgama.

### Aspectos toxicológicos
Los vapores de mercurio son absorbidos en los pulmones en un 80%, desde donde el mercurio elemental se incorpora a la circulación sanguínea. El mercurio en forma elemental Hg0 atraviesa la barrera hematoencefálica, sin embargo una vez es oxidado a su forma divalente Hg2+ ya no puede hacerlo. La semivida de eliminación del mercurio en la sangre suele ser de menos de 90 días, aunque en algunos casos es mayor. La enzima catalasa oxida rápidamente el Hg0 a su forma divalente Hg2+. Parte del Hg0 absorbido en los pulmones es oxidado en el interior del cerebro, quedando retenido en él. El tiempo de vida del Hg2+ en el cerebro es de varios años. El mercurio causa neurodegeneración. El Hg0 también cruza la barrera placentaria por lo que accede al sistema nervioso central del feto durante su desarrollo y se incorpora a la leche materna. Una parte del mercurio inhalado es exhalado y otra parte se excreta en la orina y en las heces.
Los iones de mercurio que se incorporan en la saliva son absorbidos en el intestino en un 10%. Algunas bacterias presentes en la flora intestinal y en la saliva pueden metilar el mercurio inorgánico. El metilmercurio se absorbe en el intestino en un 90%, cruza la barrera hematoencefálica y es demetilado lentamente en el cuerpo a la forma inorgánica Hg2+.
El mercurio inorgánico Hg2+ tiene una gran afinidad química por los grupos tiol, presentes en algunos aminoácidos azufrados, como la cisteína. La cisteína es una parte estructural de distintas proteínas de membrana, enzimas y de tejidos en los que se acumula el mercurio. La unión del mercurio a estos grupos altera el funcionamiento de muchos procesos normales del cuerpo humano. 
Se ha verificado mediante autopsias humanas la existencia de una correlación positiva entre el número de superficies de amalgama en la boca de una persona y la concentración de mercurio inorgánico en distintos tejidos de su cuerpo, especialmente en la glándula pituitaria, la glándula tiroides y la corteza occipital del cerebro. La concentración de mercurio inorgánico en estos tejidos no se correlaciona con la concentración en sangre, orina, cabello o uñas. Las personas portadoras del alelo e4 de la apolipoproteina E tienen una vulnerabilidad mayor a los efectos neurotóxicos del mercurio. En ausencia de tratamiento, la vida media del mercurio en el cerebro humano se aproxima a los 27,4 años.

### Opinión de las autoridades sanitarias
En 2008, tras el informe de Maths Berlin al gobierno sueco y la prohibición de los empastes de amalgama en los países escandinavos, el informe del comité SCENIHR de la Comisión Europea ratificó que las amalgamas son un material seguro para la restauración dental. Dicho informe ha recibido duras críticas por parte de toxicólogos. En 2009, pese a tener informes contrarios la FDA también ratificó que la amalgama dental es un material seguro, clasificándola como dispositivo médico clase II. Esta decisión también ha recibido críticas entre toxicólogos.